# Паршин, Михаил Артамонович
Михаил Артамонович Паршин (1925—1944) — участник Великой Отечественной войны, Герой Советского Союза, уроженец Солонешенского района Алтайского края.

## Биография
Родился в 1925 году в селе Карпово ныне Солонешенского района Алтайского края в семье крестьянина. Русский. Окончил 7 классов, курсы трактористов. Работал в колхозе. Шестнадцатилетним юношей вступил в комсомол, был избран секретарём комсомольской организации колхоза, активно участвовал в общественной жизни колхоза и села.
В Красной Армии с 1943 года. В действующей армии с января 1943 года.

## Подвиг
Телефонист 6-й батареи 1849-го истребительно-противотанкового артиллерийского полка (31-я отдельная истребительно-противотанковая артиллерийская бригада, 53-я армия, 2-й Украинский фронт) красноармеец Паршин в ночь на 18 сентября 1944 года в районе станции Паулишу-Ноу (Румыния) с группой бойцов отбивал атаку противника, пытавшегося окружить штаб полка и батарею. В критический момент боя бросился на вражеский станковый пулемёт. Ценою жизни способствовал выполнению боевой задачи.
Звание Героя Советского Союза присвоено 24 марта 1945 посмертно. Награждён орденом Ленина.
Похоронен в Румынии.
30 сентября 1944 года газета 53-й армии «Родина зовёт» в передовой статье писала, обращаясь к бойцам:

Воины! В битвах с презренными гитлеровцами будем такими же бесстрашными и упорными, каким был наш Михаил Паршин. Вечная слава ему!

## Память
- На родине героя, в Солонешенском районе МБОУ "Тумановская СОШ" присвоено имя Героя Советского Союза М. А. Паршина .
- В послевоенные годы в Солонешенском районе был учреждён приз имени Паршина победителю социалистического соревнования.
- Именем М. А. названа улица в селе Солонешное.
- В Солонешном в память о герое установлена мемориальная доска на мемориале, посвящённом павшим в годы Великой Отечественной войны.
- В центре села Карпово установлен бюст героя, на доме, где жил Михаил Артамонович установлена мемориальная доска